# Logicism
Logicismen är ett program i matematisk grundvalsforskning som lär att matematik är detsamma som logik och kan härledas från denna. Logicismen har sitt ursprung hos Gottlob Frege och Bertrand Russell.
Logicismen som filosofiskt program har betytt mycket för forskningen om matematikens grundvalar och för utvecklingen av den symboliska logiken. Freges system för att härleda aritmetiken ur logiska lagar övergavs, sedan Russell funnit att ett avgörande antagande i systemet ledde till motsägelser (se Russells paradox). Russell utvecklade därför ett eget logiskt system, kallat typteori, tillsammans med Alfred North Whitehead i Principia Mathematica, vars mål var att slutgiltigt sammanföra den filosofiska logiken och matematiken.
I början av 1930-talet tycktes det dock som att programmet fick nådastöten, genom Kurt Gödels bevis av ofullständighetssatserna. Dessa satser bevisar att det i varje logiskt system som är starkt nog att modellera aritmetiken kommer finnas satser som inte kan formellt bevisas i systemet. Efter att dessa publicerades övergavs programmet till fördel för andra program som tycktes mer lovande, såsom Zermelo-Fraenkels mängdlära.
Under 1980-talet livades dock programmet upp igen av Crispin Wright och Bob Hale. Detta program kom att kallas nylogicism.
Ett resultat av logicismen är Gödels ofullständighetssats, Gödels bevis av kontinuumshypotesens förenlighet med axiomen i mängdläran, och senare Paul Cohens bevis för oberoendet av kontinuumhypotens. Ett annat resultat är Gerhard Gentzens motsägelsefrihetsbevis för aritmetiken.